# Affaire d'espionnage au sein de l'OTAN au profit de la Russie de 2020
L'affaire d'espionnage au sein de l'OTAN au profit de la Russie est révélée par l'arrestation le 17 août 2020 d'un officier français en poste à la base de l'OTAN de Naples et soupçonné d'avoir transmis des informations à un agent russe du GRU.

## Accusation
Un lieutenant-colonel français « Lionel L. » (Lionel de Langeron)  aurait livré des informations à la Russie,,,,.
Arrêté le 17 août 2020,, il est mis en examen pour "intelligence avec une puissance étrangère portant atteinte aux intérêts fondamentaux de la Nation", "livraison d’informations à une puissance étrangère", "collecte d’informations portant atteinte aux intérêts fondamentaux de la Nation en vue de les livrer à une puissance étrangère" et "compromission du secret de la défense nationale par une personne dépositaire de ce secret".

## Parcours et personnalité de l'officier français
Le lieutenant colonel de l'armée de terre a 54 ans au moment des faits,.
Dans les années 1980, il obtient une licence de slavistique (étude des langues slaves) à la Sorbonne. 
Il fait ensuite des études militaires à l'école spéciale militaire de Saint-Cyr. Il fait partie des meilleurs russophones de sa promotion.
Il poursuit ses études au Centre de formation interarmées au renseignement de Strasbourg.
Pour sa première affectation, il devient, entre 2014 et 2016, attaché de défense (attaché militaire) au Kazakhstan,.
Il suit une formation à l'école de l'OTAN en Allemagne,.
Il est muté durant l'été 2018 à la base de commandement de l'OTAN de Lago Patria près de Naples en Italie  (plateforme du renseignement de l'OTAN).

## Repérage et surveillance
L'officier français se fait repérer lors de l'été 2019 par les services de renseignement italiens. Ils suivent un officier traitant du GRU, le service de renseignement militaire russe, et enregistrent deux rencontres entre l'officier français et l'agent russe. Selon le Figaro, l'agent du GRU s'appelle « Iouri A.». Les Italiens avertissent alors les services de renseignement français et américains. Ceux-ci mènent alors une enquête qui va durer un an,. L'une des rencontres, le 17 septembre 2019 à Stresa près du lac Majeur, est filmée par le service de contre-espionnage italien,.
Les surveillances durent jusqu'en juillet 2020, date à laquelle le ministère des Armées décide, « par précaution », disent les notes déclassifiées de la Direction du renseignement et de la sécurité de la Défense (DRSD, ex-sécurité militaire), de l'empêcher de retourner à Naples après un séjour passé auprès de sa famille, en France.
La décision est prise alors de porter l'affaire devant la justice.

## Détention et enquête
Alain Richard, ancien ministre de la Défense de 1997 à 2002, ne pense pas que la motivation financière soit le moteur du lieutenant-colonel. « Mon intuition est que parmi certains officiers, il existe une sensibilité visant à garder une relation de défense constructive avec la Russie. », dit-il.
Dans un premier temps, selon les informations du Monde, le militaire français explique aux enquêteurs qu’il s’agit d’une « rencontre fortuite » et d'une discussion sur des sujets d’intérêts communs liés à la Russie. Dans un second temps, il reconnaît la nature du contact et la qualifie « d’erreur » due, affirme-t-il, « à la grande agressivité du Russe ». Il dit n'avoir transmis aucune information et n’avoir rencontré cet agent secret qu’à une seule reprise. Enfin, il admet qu’il aurait dû rendre compte aux services de sécurité de l'OTAN de la démarche de cet agent du GRU, ce qu’il n’a pas fait.
Si les services de renseignement français paraissent estimer qu’il y aurait eu plusieurs rencontres entre le lieutenant-colonel français et l'agent traitant du GRU, ainsi que des remises d'argent et de documents, la procédure judiciaire ne paraît pas encore l’avoir étayé. Néanmoins, le ministère public qualifie de « sérieux » les soupçons de compromission retenus contre l'officier. Celui-ci est maintenu en détention.
Placé sous bracelet électronique, « L. » est libéré début 2022 sous contrôle judiciaire.

## Cas isolé?
La question de l’influence de la Russie au sein des armées apparaît ultrasensible pour le ministère des Armées. « Les sympathies pro-russes dans les armées, c’est un peu le sujet tabou, sur lequel on jette un voile pudique. Il y a un réflexe atavique de protection de l’institution, mais le phénomène existe bel et bien, avec une frange, notamment au sein de l’armée de terre, très minoritaire mais structurée. » indique Olivier Schmitt, professeur au Center for War Studies (CWU) de l'université du Danemark du Sud.
Le contre-espionnage français considère que l'espionnage russe s'est fortement intensifié ces dernières années. À tel point que selon les analyses du renseignement français, l'espionnage russe a atteint une intensité égale à celle qu'il avait pendant la guerre froide. En pratiquant l'espionnage à grande échelle, les Russes recherchent toutes sortes d'informations sur les activités militaires de l'OTAN en Méditerranée (projets, notes, organigrammes, e-mails, contacts…). D'où l'intérêt russe, à travers le prétendu recrutement du lieutenant-colonel français, de viser la base de Naples, ce qui leur permet d'avoir une vision globale des activités militaires de l'OTAN en Europe du Sud, au Proche et au Moyen-Orient.